# Nissan Juke

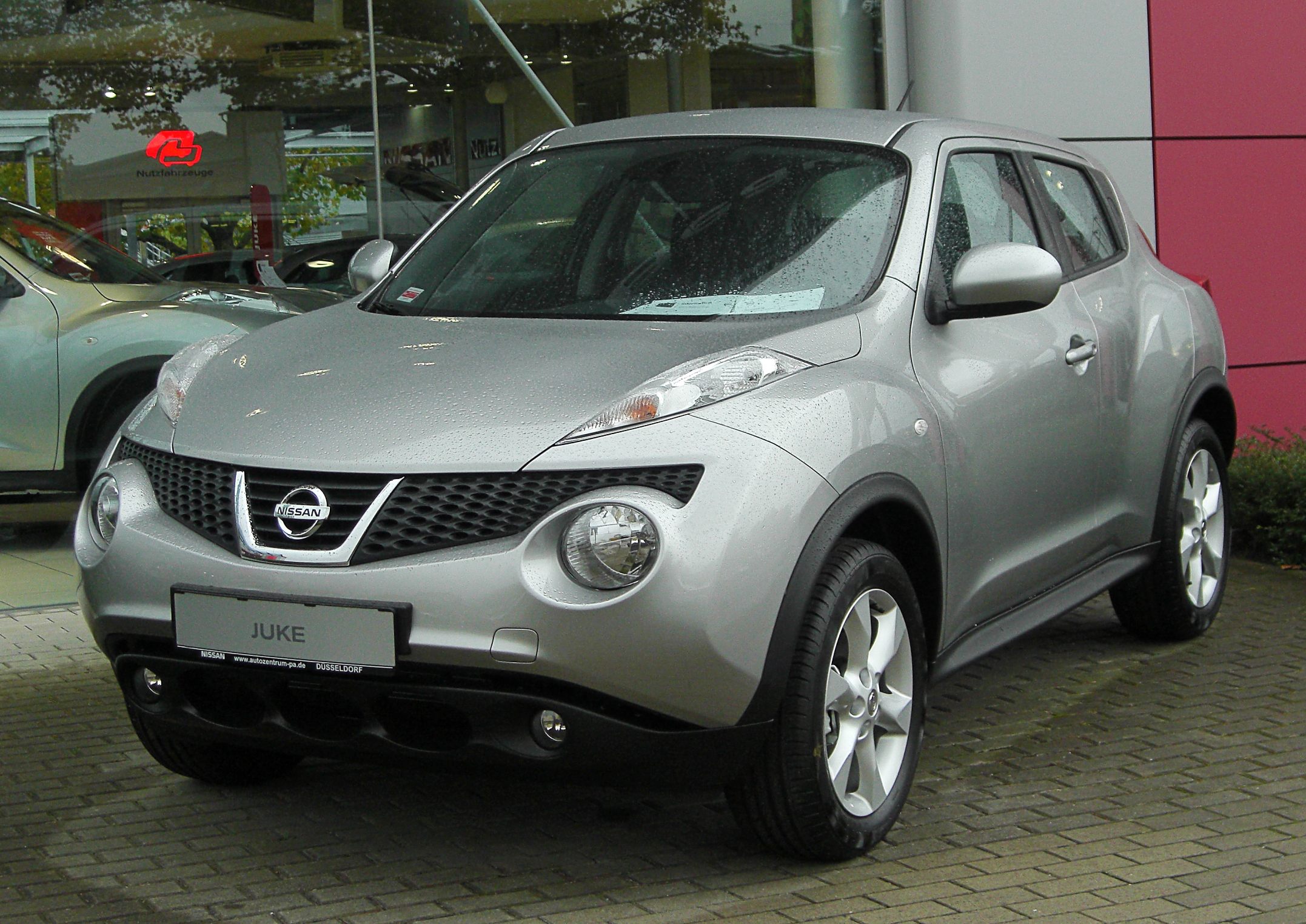
Nissan Juke Acenta 1.6.

Nissan Juke és un micro vehicle tot camí produït pel fabricant japonès Nissan des de 2010. La versió de producció va fer el seu debut el 2010 Geneva Motor Show en març, i va ser introduït a Amèrica del Nord el 2010 al New York International Auto Show.